# Eubazus marginatus
Eubazus marginatus är en stekelart som först beskrevs av Martin 1956.  Eubazus marginatus ingår i släktet Eubazus och familjen bracksteklar. Inga underarter finns listade i Catalogue of Life.